# Ordem do Mérito Militar
Ordem do Mérito Militar é uma condecoração criada para galardoar militares, civis e instituições, nacionais ou estrangeiros, que tenham prestado serviços relevantes à nação brasileira, especialmente ao Exército Brasileiro. Seu desenho faz referência à antiga Imperial Ordem de São Bento de Avis, também destinada a militares.

## História

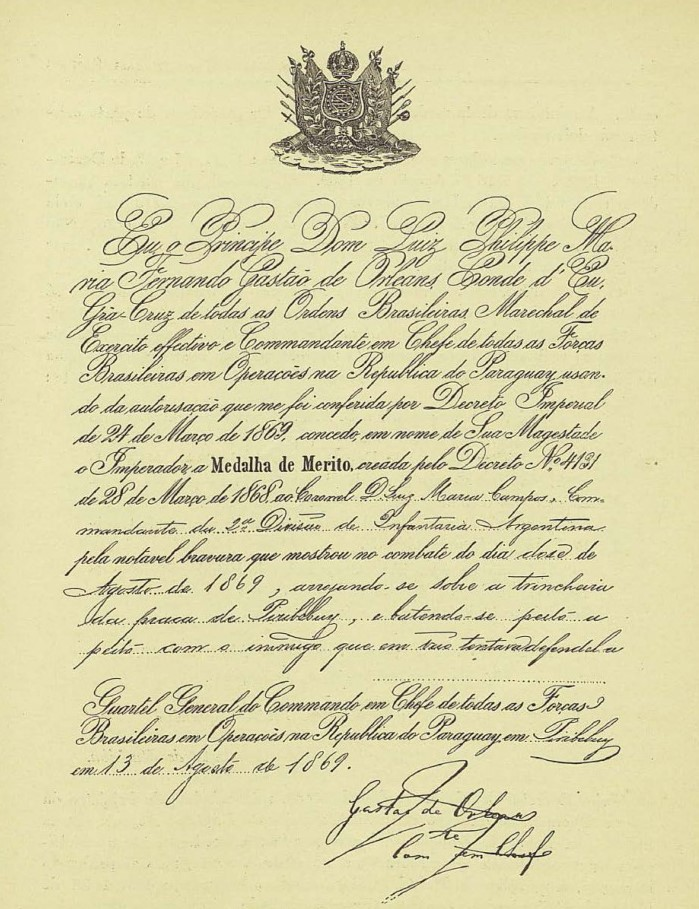
Em 1868 foi criada pelo Decreto Imperial nº 4.131, de 28 de março de 1868, a Medalha do Mérito para galardoar combatentes de guerras. O documento é um Diploma da Medalha do Mérito, conferida pelo Conde d'Eu ao coronel do exército argentino, Luís Maria Campos.

Foi criada durante o governo do Presidente Getúlio Vargas, por meio do Decreto-Lei n.° 24660, de 11 de julho de 1934, e cujo regulamento fora posteriormente aprovado por meio do Decreto n.° 48461, de 5 de julho de 1960. Posteriormente, sucessivos decretos alteraram suas disposições, até o atual, emitido em 2000.
O Presidente da República é seu grão-mestre, e cuja grã-cruz e colar é sempre transmitida ao sucessor.
Entre os grã-cruzes, estão os membros do Conselho da Ordem: Ministro da Defesa, Ministro das Relações Exteriores, Comandante do Exército. Também são agraciados nesse grau os Generais de Exército.

## Características

### Insígnia
Grã-cruz
- Anverso: composta de cruz florada branca. Ao centro, medalhão redondo verde com duas efígies, uma delas a República, a outra um militar, circundadas pela legenda Mérito Militar. Todo o conjunto ladeado de ouro.

### Fita e banda
Verde, guardada de branco, com duas listras brancas.

### Graus
- Grã-cruz (10)
- Grande-oficial (25)
- Comendador ou comendadora (90)
- Oficial (250)
- Cavaleiro ou dama (495)